# 九里四郎
九里 四郎（くのり しろう、1886年1月1日 - 1953年3月1日）は、日本の洋画家。通称「くり」。海軍主計大監・貴族院議員の南郷茂光の子。海軍少将・南郷次郎、南郷三郎の弟。加賀藩前田家の家老・九里家の養子となる。

## 経歴
東京生まれ。学習院初等科から志賀直哉と同級で、のち里見弴、谷崎潤一郎など文人と親しく交わった。1902年、学習院中等科を退学、1910年、東京美術学校西洋画科卒。同級に池部鈞、藤田嗣治、近藤浩一路らがいた。在学中に文展入賞。1911年－1912年ヨーロッパに渡る。出発の際には、友人の志賀直哉をはじめ、柳宗悦、細川護立、郡虎彦、里見弴、児島喜久雄、木下利玄、有島生馬ら14名の白樺派が集まって送別会が行なわれた（宗悦の母と四郎の母はともに嘉納治五郎の姉）。パリ滞在中は与謝野鉄幹・晶子らとも交流があった。
帰国後は官展風の自然描写を棄て、強い主観的表現をとるようになり、文展内における二科制設置運動に加わったが当局に容れられず、官展を離れた。1914年二科会創立に際してその鑑賞委員に選ばれたが辞退し、第4回展に「庭」「静物」など4点を出品した。洋画だけでなく日本画もよくし、水墨画展なども開いている。
大阪窯業社長・磯野良吉の娘道子と結婚し、1914－15年には大阪にあり、下阪中の里見の世話をした。1923年、関東大震災で妻と長女が事故死、奈良市に移住し、志賀に奈良移住を勧めた。1928年、志賀を中心に「奈良アーチスト・ベースボール・チーム」が結成され、長男九里正が加わる。
1929年、甲子園に移住、正は甲陽中学校に在学中、全国中等学校優勝野球大会に出場。1932年、東京数寄屋橋にフランス風レストランBRを開業する。1937年、正は慶應義塾大学を卒業し王子製紙に入社したが、1944年に死去。四郎は傷心のため店と自宅を売却し信州飯田に疎開した。
1953年3月1日、飯田市内の飯田病院で胸部疾患のため死去。享年67。